# Khatumo
Khatumo (Somalisch: Khaatumo), officieel Khatumo staat van Somalië (Somalisch: Maamul Goboleedka Khaatumo ee Soomaaliya), is een van de feitelijk autonome gebieden in Somalië. Het grenst aan Somaliland, Maakhir, Puntland en de rest van de jure Somalië. Khatumo is het nationalistische deel van wat van 1895 tot 1921 het Derwisjstaat was geheten. In 1960 werd het gebied met Brits-Somaliland samengevoegd tot Somalië. De hoofdplaats is Buuhoodle in de regio Ayn (Somalië). Khatumo is het stamgebied van de Somalische Derwisj, met de Reer-Darwiish als belangrijkste clans.
Somalische regio's die tot Khatumo behoren zijn Sool, Ayn en centraal Sanaag.
Awdal · Bakool · Banadir · Bari · Bay · Galguduud · Gedo · Hiiraan · Midden-Juba · Midden-Shabelle · Mudug · Neder-Juba · Neder-Shabelle · Nugaal · Sanaag · Saaxil · Sool · Togdheer · Woqooyi-Galbeed
Galmudug · Jubaland · Puntland · Somaliland